# Эме и Ягуар
«Эме и Ягуар» (нем. Aimée und Jaguar) — немецкая драма 1999 года режиссёра Макса Фербербёка. Фильм основан на реальной истории любви Лилли Вуст и Фелице Шрагенхайм в Берлине в годы Второй мировой войны. Основан на книге Эрики Фишер, описавшей произошедшее в одноимённом романе со слов Лилли Вуст, которая жила в Берлине вплоть до своей кончины в 2006 году.

## Сюжет
Действие фильма происходит в нацистской Германии. Фильм, основанный на реальных событиях, повествует о любви двух женщин, встретившихся в переломный момент истории, в 1943 году в Берлине. Одна из них, Лилли, — жена высокопоставленного нациста, другая, Фелиция, — еврейка, участвующая в подпольной антиправительственной организации.
У них не было ничего общего, кроме неожиданно вспыхнувшей роковой страсти друг к другу.
Лилли, мать четырёх детей, до встречи с Фелицией была добропорядочной матерью и домохозяйкой, но любовные эксперименты с Фелицией дали ей вспышки счастья. Лилли развелась с мужем и поселила её у себя. Любовь развивается на фоне бомбёжек и рейдов полиции. Имея возможность покинуть Берлин, Фелиция отказывается от этого ради того, чтобы быть с Лилли. Гестапо выслеживает её, арестовывает, и вернуться из заключения ей не суждено.

## В ролях
| В ролях         |  | Персонаж                   |
| --------------- |  | -------------------------- |
| Мария Шрадер    |  | Фелиция Шрагенхайм (Ягуар) |
| Юлиана Кёлер    |  | Лилли Вуст (Эме)           |
| Йоханна Вокалек |  | Ильза                      |
| Хайке Макач     |  | Клерхен                    |
| Элизабет Деген  |  | Лотте                      |
| Детлев Бук      |  | Гюнтер Вуст                |
| Инге Келлер     |  | Лилли Вуст в 1997 году     |
| Кира Младек     |  | Ильза в 1997 году          |

| В ролях         |  | Персонаж                |
| --------------- |  | ----------------------- |
| Сара Камп       |  | Фрау Каплер             |
| Клаус Манхен    |  | Герр Каплер             |
| Маргит Бендокат |  | Фрау Йегер              |
| Йохан Штерн     |  | Вернер Лаузе            |
| Петер Век       |  | Главный редактор Келлер |
| Лия Дульцкая    |  | Хульда                  |
| Дани Леви       |  | Фриц Борхерт            |
| Рутгер Хакер    |  | Эрнст Бирмёзель         |

## Награды
Фильм получил следующие награды:
| Награды                                           | Награды | Награды                   | Награды                               | Награды                                  |
| ------------------------------------------------- | ------- | ------------------------- | ------------------------------------- | ---------------------------------------- |
| Фестиваль / Премия                                | Год     | Награда                   | Категория                             | Победитель                               |
| Bavarian Film Awards                              | 1999    | Bavarian Film Award       | Лучшая актриса Лучший режиссёр        | Мария Шрадер Юлиана Кёлер Макс Фербербёк |
| Берлинский кинофестиваль                          | 1999    | Серебряный медведь        | Лучшая актриса                        | Мария Шрадер Юлиана Кёлер                |
| Deutscher Filmpreis                               | 1999    | Film Award in Gold        | Выдающееся личное достижение: Актриса | Мария Шрадер Юлиана Кёлер                |
| Guild of German Art House Cinemas                 | 1999    | Guild Film Award — Silver | Германский фильм                      | Макс Фербербёк                           |
| Milan International Lesbian and Gay Film Festival | 1999    | Special Mention           | Лучший фильм                          | Макс Фербербёк                           |